# Pissing in a River
"Pissing in a River" je rocková píseň, kterou napsali český kytarista Ivan Král a americká zpěvačka Patti Smith pro hudební skupinu Patti Smith Group. Skladba vyšla v roce 1976 na albu Radio Ethiopia.